# LCAW
LCAW（英語: Low Cost Anti-submarine Weapon）は、イタリアのホワイトヘッド（it）社が開発した超小型対潜魚雷。浅海域において、短魚雷（LWT）と爆雷の中間的な兵器として、半潜水艇などの目標と交戦するための誘導兵器として開発された。

## 概要
艦船から運用する場合は、圧縮空気式投射機を用いて、舷側から投下して用いられるほか、ロケットモーターを用いてRAMなどの発射機から投射するよう改良することも可能である。航空用のA200/AはAサイズのソノブイ投射機から投下できるよう設計されており、ソノブイと同様の回転式エアブレーキを備えているため、全長は914.4mmとなっている。
1992年には、ノルウェー海軍の発注により、同国のコングスベルグ社とドイツのディール社との共同開発によって、より大型で長射程のA200/Nが開発された。またフロッグマンが肩撃ち式の発射機から用いるためのA202「メドゥーサ」も開発されたが、こちらはより大型の弾頭を備えており、1996年よりイタリア海軍が調達している。